# توماس إلير
توماس إلير (بالألمانية: Thomas Eller)‏ هو فنان ألماني، ولد في 8 سبتمبر 1964.